# Alphabeat
Alphabeat er en dansk popgruppe fra Silkeborg, der har tegnet kontrakt med pladeselskabet Copenhagen Records. Tidligere hed de Sodastar, men da et tysk band allerede havde dette navn, skiftede de til Alphabeat. De vandt i 2004 LiveContest DK.
I 2005 kom debutsinglen "Fascination", og gruppen blev straks et stort popfænomen i Danmark. Singleopfølgeren "10,000 Nights" fik for alvor etableret gruppen på den danske musikscene, og var desuden P3’s Uundgåelige i starten af 2007.
Debutalbummet Alphabeat blev udsendt i marts måned samme år. Her fulgte en del opmærksomhed i andre lande, og de underskrev kontrakt med EMI i England og slog sig ned i London for at arbejde med gamle og nye sange til deres engelske debutalbum, This Is Alphabeat, der udkom i juni 2008.
Singlerne "Fascination", "10,000 Nights", "Boyfriend" og "The spell" blev alle store hits i England, og albummet gik direkte i top ti på den engelske albumhitliste. This Is Alphabeat har solgt over 125.000 eksemplarer, og Alphabeat var i efteråret 2008 på en udsolgt UK-turné.
I 2019 udgav gruppen singlen "Shadows", og 4. juni 2021 præsenterede Dansk Boldspil-Union og Alphabeat sammen sangen "Danish Dynamite" - den officielle EM-sang for det danske herrelandshold i fodbold.

## Medlemmer

### Anders SG
Anders SG[kilde mangler] (Anders Stig Gehrt-Bendixen), fra Silkeborg, bosat i København, og forsanger og producer i bandet, hvor han optræder med en forkortelse af sit mellem- og efternavn som Anders SG.
Han har skrevet og produceret flere af numrene fra alle plader sammen med Anders B.
Musikproducer og skaber af producerduoen THANKS, som har udgivet flere numre - her i blandt Living My life, Golden og I can get.

### Stine Bramsen
Stine Bramsen (født 13. december 1986) gik på Knudsøskolen da hun var lille og er fra Ry. Hun er den kvindelige forsanger i gruppen.
Hun har desuden sunget temasangen "Good Times" til fjerde sæson af sketchshowet Live fra Bremen. I 2011 samarbejde hun med houseproducer-duoen Morten Hampenberg og Alexander Brown på hitsinglen "I Want You (To Want Me Back)".

### Anders B
Anders B er guitarist i bandet. Han kommer oprindeligt fra Silkeborg. Foruden at spille guitar i gruppen, er han endvidere komponist, og står for flere af numrene fra alle plader. Han har blandt andet komponeret musikken til singlerne "Fascination" og "10,000 Nights".

### Rasmus Nagel
Rasmus Nikolaj Nagel Nielsen er født i Silkeborg, og spiller keyboard.

### Anders Reinholdt
Anders Reinholdt (født 1980) er bassist og keyboardspiller. Han født og opvokset i Silkeborg hvor han tog sin studentereksamen ved Silkeborg Amtsgymnasium.

### Troels Hansen
Troels Hansen er trommeslager i bandet.

## Diskografi
| År   | Titel                                                 | DK Album | UK Album | Klassifikation |
| ---- | ----------------------------------------------------- | -------- | -------- | -------------- |
| 2007 | Alphabeat - Copenhagen Records                        |          |          |                |
| 2008 | This is Alphabeat - Copenhagen Records                | 2        | 10       | Platin         |
| 2009 | The Spell - Copenhagen Records                        | -        | -        | -              |
| 2012 | Express Non-Stop - Copenhagen Records                 | -        | -        | -              |
| 2019 | Don't Know What's Cool Anymore - Warner Music Denmark | -        | -        | -              |

### Singler
| År   | Titel                       | Danmark | Danmark | UK     | Album                          |
| År   | Titel                       | Single  | Radio   | Single | Album                          |
| ---- | --------------------------- | ------- | ------- | ------ | ------------------------------ |
| 2019 | "Shadows"                   | -       | -       | -      | Don't Know What's Cool Anymore |
| 2012 | "Love Sea"                  | 23      | -       | -      | Express Non-Stop               |
| 2012 | "Vacation"                  | 15      | -       | -      | Express Non-Stop               |
| 2009 | "The Spell"                 | 1       | 1       | 20     | The Spell                      |
| 2007 | "What is happening (Remix)" | -       | -       | -      | This Is Alphabeat              |
| 2007 | "Go-go"                     | 14      | -       | -      | This Is Alphabeat              |
| 2007 | "Fascination"               | 4       | -       | 6      | This Is Alphabeat              |
| 2007 | "10,000 Nights"             | 1       | 2       | 16     | This Is Alphabeat              |
| 2007 | "Fantastic 6"               | -       | -       | -      | This Is Alphabeat              |